# Nazmi bin Mohamad

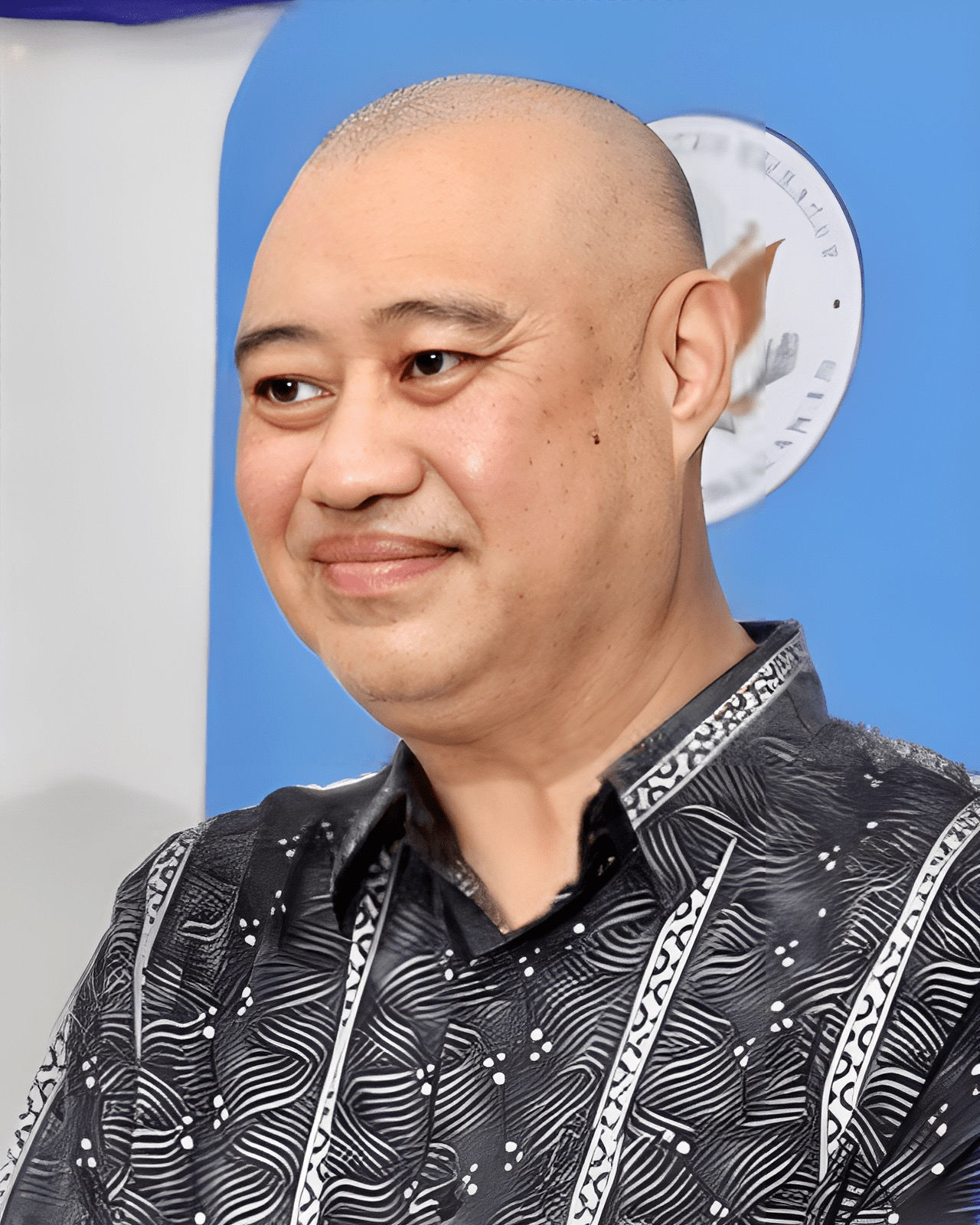
Dato Nazmi 2023

Nazmi bin Mohamad (geb. 1966) ist ein bruneiischer Politiker. Seit 2022 ist er Minister of Culture, Youth and Sports.

## Leben

### Ausbildung
Nazmi bin Mohamad erwarb 1991 einen Abschluss an der Universiti Brunei Darussalam. Danach begann er unmittelbar bei der Regierung von Brunei zu arbeiten.

### Karriere
Nazmi wurde Stellvertretender Ständiger Sekretär im Außenministerium und Handel (MOFAT) und Direktor der Haushaltsabteilung im Finanzministerium (MoF), 2007 beziehungsweise 2008. Doch bald darauf wurde er wieder in seine frühere Position als Stellvertretender Staatssekretär des MOFAT berufen. Im Jahr 2012 bekleidete er mehrere weitere Positionen; Stellvertretender Gouverneur der Asiatischen Entwicklungsbank (ADB), Vorsitzender des Islamic Financial Supervisory Board, Vorsitzender der Brunei Darussalam Deposit Protection Corporation, Stellvertretender Vorsitzender des Employees Trust Fund, Stellvertretender Vorsitzender des Center for Strategic and Policy Studies (CSPS), und zuletzt Ständiger Sekretär im Department für Management and International im Finanzministerium im Temburong District.
2014 wurde er Mitglied des Brunei Economic Development Board (BEDB) und war Repräsentant für Brunei Darussalam in der ASEAN Intergovernmental Commission on Human Rights (AICHR). Darüber hinaus wurde Nazmi zum Ständigen Sekretär (Corporate Affairs and Public Administration) für das Finanzministerium beim Prime Minister’s Office ernannt.
Am 7. Juni 2022 wurde Nazmi als Minister für das Ministerium für Kultur, Jugend und Sport ernannt. Die Ernennung wurde nach einer Kabinettsumbildung bekannt gegeben. Er wurde Nachfolger von Aminuddin Ihsan, welcher seit 2018 das Amt innehatte. Seine Ernennung als Minister wurde von Japans Botschafter Maeda Toru begrüßt, welcher auf stärkere Zusammenarbeit für die Beziehungen zwischen Brunei und Japan hoffte.

## Ehrungen
- Order of Setia Negara Brunei First Class (PSNB) – Dato Seri Setia (15. Juli 2022)[6]
- Long Service Medal (PLK) – (4. Juli 2016)[7]